# The Finger of Justice
The Finger of Justice er en amerikansk stumfilm fra 1918 af Louis Chaudet.

## Medvirkende
- Crane Wilbur som Noel Delaney
- Henry A. Barrows som William Randall
- Jane O'Rourke som Yvonne
- Mae Gaston som Mary
- Leota Lorraine som Edith